# Hydraena riberai
Hydraena riberai är en skalbaggsart som beskrevs av Jäch, Aguilera och Carles Hernando 1998. Hydraena riberai ingår i släktet Hydraena och familjen vattenbrynsbaggar. Inga underarter finns listade i Catalogue of Life.